# Гура-Бикулуй
Гура-Бикулуй (рум. Gura Bîcului) — село в Аненій-Нойському районі Молдови. Утворює окрему комуну.

## Населення
За даними перепису населення 2004 року у селі проживали 3427 осіб.
Національний склад населення села:
| Національність       | Кількість осіб | Відсоток   |
| -------------------- | -------------- | ---------- |
| молдавани румуни     | 3294 10        | 96,1% 0,3% |
| росіяни              | 52             | 1,5%       |
| українці             | 40             | 1,2%       |
| болгари              | 8              | 0,2%       |
| гагаузи              | 7              | 0,2%       |
| цигани               | 7              | 0,2%       |
| євреї                | 1              | < 0,1%     |
| інша / без відповіді | 8              | 0,2%       |
| Всього               | 3427           | 100%       |